# عزلة القرشيه السفلى (الحديدة)
عزلة القرشيه السفلى هي إحدى عزل مديرية زبيد في محافظة الحديدة اليمنية ويبلغ تعداد سكانها 11677 نسمة حسب التعداد السكاني في اليمن لعام 2004.